# Пластиковая лодка

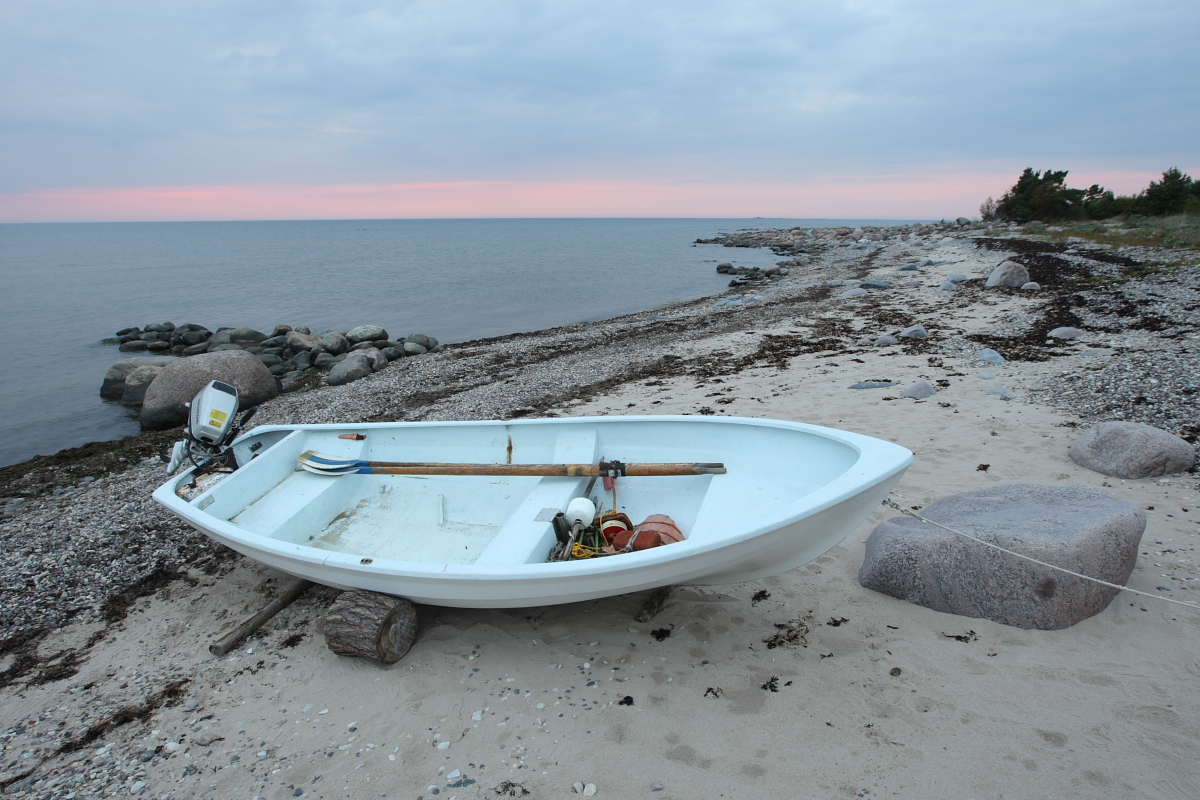
Пластиковая лодка

Пластиковая лодка — лодка, изготовленная из композитных материалов и не требующая закачки воздуха (газа) в какие-либо полости для поддержания её на плаву (в отличие от надувных лодок). По материалу производства различают следующие пластиковые лодки:
- из углепластика/кевлара — такие материалы используются как правило в спортивных судах в виду высокого отношения их прочности к массе;
- из стеклопластика — в отличие от углепластиковых лодок, лодки из стеклопластика дешевле, поэтому они наиболее широко распространены как в прокатах, так и в частном использовании;
- из термопластика — также лодки массового производства. Термопластик является менее жестким материалом, по сравнению со стеклопластиком, поэтому лодки из термопластика обычно небольших размеров.

## Стеклопластиковые лодки
Стеклопластик обеспечивает лодкам изготовленным из этого материала достаточно большую прочность. Так при толщине формованного слоя в области киля около 12 мм, можно гарантировать безопасность от пробоин и значительных повреждений корпуса при наезде на различные препятствия: топляк, каменистый берег, лёд.